# Windhausenia delacroixi
Windhausenia delacroixi è un mammifero litopterno estinto, appartenente ai macraucheniidi. Visse tra il Pliocene superiore e il Pleistocene inferiore (circa 3 - 2 milioni di anni fa) e i suoi resti fossili sono stati ritrovati in Sudamerica.

## Descrizione
Questo animale doveva essere molto simile al ben noto Macrauchenia sia come aspetto che per dimensioni: doveva essere un animale robusto ma dal corpo relativamente snello, dotato di lunghi arti forti, un lungo collo e una testa dal muso lungo e basso, forse terminante in una corta proboscide. In generale, la corporatura era leggermente più snella. Come in Macrauchenia, le ossa nasali erano estremamente arretrate e modificate. Si differenziava da Macrauchenia principalmente per la minor profondità della fossa post-nasale, le cui "tasche" laterali erano rappresentate da canali longitudinali poco profondi. La fossa terminava nella parte posteriore leggermente in pendenza e non in maniera brusca. Il cranio, in generale, era molto simile a quello di Macrauchenia, ma più stretto.

## Classificazione
Windhausenia delacroixi venne descritto per la prima volta da Kraglievich nel 1930, sulla base di resti fossili ritrovati in Argentina, in terreni della sommità del Pliocene e dell'inizio del Pleistocene. Era un rappresentante dei macraucheniidi, un gruppo di litopterni che svilupparono nel corso della loro evoluzione una corporatura vagamente simile a quella dei cammelli e un muso allungato dotato di strane ossa nasali. Windhausenia è considerato un genere derivato, strettamente imparentato a Macrauchenia e forse intermedio tra quest'ultimo e il più antico Promacrauchenia.

## Paleobiologia
Windhausenia sopravvisse al grande scambio faunistico americano di fine Pliocene. Probabilmente Windhausenia evitò la competizione con l'affine Macrauchenia adattandosi a vivere in altri ambienti e tipi di clima: i fossili di Windhausenia, noti esclusivamente nella regione subtropicale (in contrasto con le zone temperate o tropicali di Macrauchenia o di altri macraucheniidi), sono stati ritrovati associati a depositi eolici, corrispondenti ad ambienti aridi e semiaridi. Windhausenia occupava un ambiente più simile a quello dei cammelli rispetto a quello di Macrauchenia.